# Gouwelanden
Het waterschap De Gouwelanden was een fusiewaterschap in de Nederlandse provincie Zuid-Holland, gevestigd in Gouda.
De Gouwelanden is ontstaan in 1979 uit een groot aantal waterschappen, namelijk:
- De Alpherpolder
- De Binnenpolder
- Bloemendaal
- Broekvelden en Vettenbroek
- De Gouwepolder
- Laag Boskoop
- Middelburg
- Nesse
- Oukoop en Negenviertel
- Reeuwijk
- De Riethoornse polder
- Sluipwijk
- polder Steekt
- polder Stein
- polder Willens
- Gecombineerde Veenpolder onder Zwammerdam (de Tempelpolder)
- De Vrijenhoefsche Veen- en Droogmakerij
- De Zuidzijderpolder

Op 1 januari 1999 is het waterschap opgegaan in Wilck en Wiericke. Dit waterschap is in 2005 gefuseerd met het Hoogheemraadschap van Rijnland en maakt daar nu deel uit.